# Li Qiumei
Li Qiumei, född 26 september 1974, är en friidrottare från Kina. Hon deltog vid olympiska sommarspelen 2000.